# Lucius F.C. Garvin

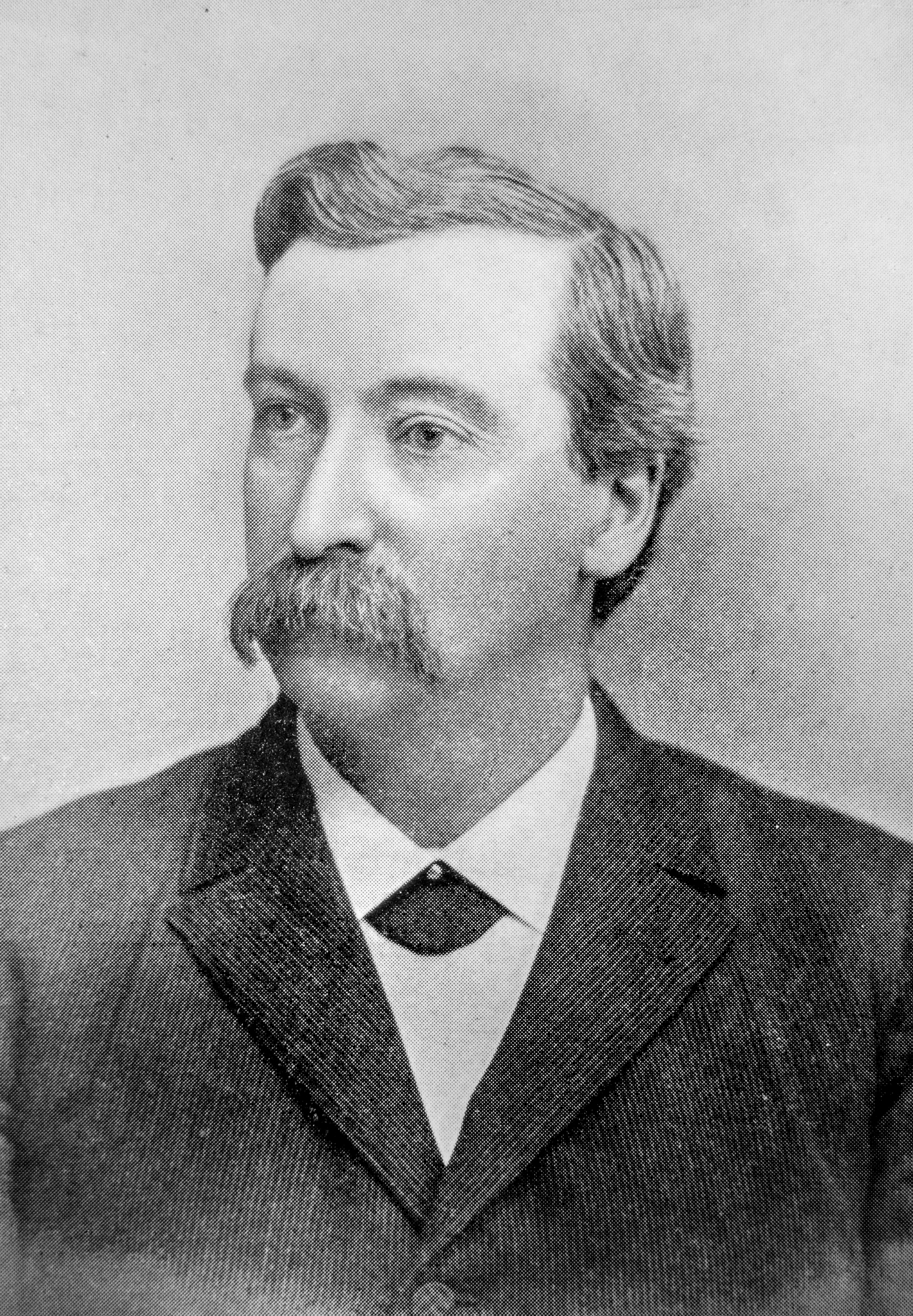
Lucius F.C. Garvin

Lucius Fayette Clark Garvin, född 13 november 1841 i Knoxville, Tennessee, död 2 oktober 1922 i Providence County, Rhode Island, var en amerikansk politiker och läkare. Han var guvernör i Rhode Island 1903-1905.
Garvin utexaminerades 1862 från Amherst College. Han deltog sedan i amerikanska inbördeskriget i nordstatsarmén. Efter kriget avlade han sin läkarexamen vid Harvard Medical School.
Garvin gick först med i republikanerna men bytte 1876 parti till demokraterna. Han tjänstgjorde senare i båda kamrarna av Rhode Islands lagstiftande församling.
Garvin förlorade guvernörsvalet 1901 mot ämbetsinnehavaren William Gregory. Han besegrade sedan Charles D. Kimball, som hade tillträtt guvernörsämbetet efter Gregorys död i december 1901, i guvernörsvalet 1902. Garvin efterträdde den 3 januari 1903 Kimball som guvernör. Han ställde senare samma år upp för omval och vann mot industrialisten Samuel D. Colt som var brorson till Samuel Colt. Garvin efterträddes 1905 av George H. Utter.
Garvin avled 1922 hemma i byn Lonsdale och han gravsattes på Swan Point Cemetery i Providence.